# (29433) 1997 HC3
(29433) 1997 HC3 est un objet de la ceinture principale d'astéroïdes extérieure de 14,090 km de diamètre découvert en 1997.

## Description
(29433) 1997 HC3 a été découvert le 30 avril 1997 à l'observatoire de Kitt Peak, situé dans l'Arizona (États-Unis), par le projet Spacewatch de l’université de l'Arizona.

### Caractéristiques orbitales
L'orbite de cet astéroïde est caractérisée par un demi-grand axe de 3,94 ua, un périhélie de 3,69 ua, une excentricité de 0,06 et une inclinaison de 4,83° par rapport à l'écliptique. Du fait de ces caractéristiques, à savoir un demi-grand axe entre 3,2 et 4,6 ua, il est classé, selon la JPL Small-Body Database, comme objet de la ceinture principale d'astéroïdes extérieure.

### Caractéristiques physiques
(29433) 1997 HC3 a une magnitude absolue (H) de 12,8 et un albédo estimé à 0,074, ce qui permet de calculer un diamètre de 14,090 km. Ces résultats ont été obtenus grâce aux observations du Wide-Field Infrared Survey Explorer (WISE), un télescope spatial américain mis en orbite en 2009 et observant l'ensemble du ciel dans l'infrarouge, et publiés en 2012 dans un article regroupant les caractéristiques de 1 023 astéroïdes du groupe de Hilda.